# Антоновка (Теофипольский район)
Анто́новка (укр. Антонівка) — село в Теофипольском районе Хмельницкой области Украины.
Население по переписи 2001 года составляло 19 человек. Почтовый индекс — 30610. Телефонный код — 3844. Занимает площадь 0,277 км².

## Местный совет
30610, Хмельницкая обл., Теофипольский р-н, с. Човгузов, ул. Ленина, 13